# 우크라이나계 러시아인

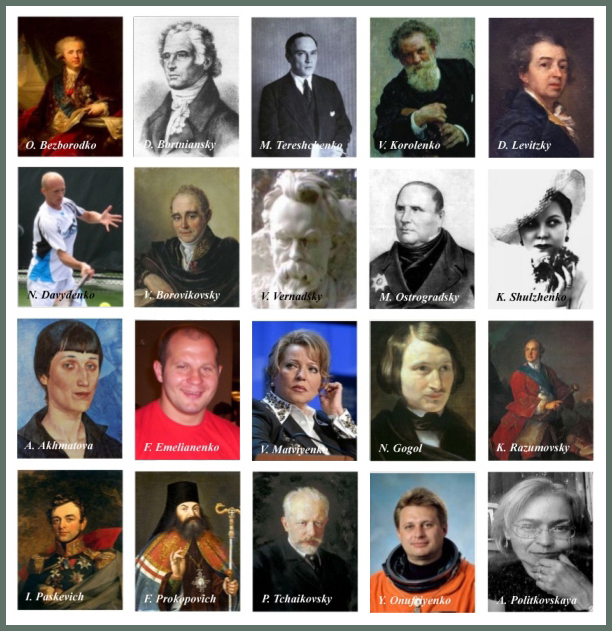

우크라이나계 러시아인은 우크라이나 혈통을 가진 러시아인을 말한다. 모스크바, 상트페트르부르크 등에 거주한다. 우크라이나 동부 지역 주민 출신이 많이 거주 하는 실세이다.

## 같이 보기
- 우크라이나인
- 러시아인